# 12363 Marinmarais
A 12363 Marinmarais (ideiglenes jelöléssel 1993 TA24) a Naprendszer kisbolygóövében található aszteroida. Eric Walter Elst fedezte fel 1993. október 9-én.